# Physochlaina infundibularis
Physochlaina infundibularis ist eine Pflanzenart aus der Gattung der Physochlaina in der Familie der Nachtschattengewächse (Solanaceae).

## Beschreibung
Physochlaina infundibularis ist eine 20 bis 60 cm hohe Pflanze, die außer auf den Laubblättern drüsig behaart ist. Die Wurzeln sind fleischig, drehrund und messen 1,5 bis 2 cm im Durchmesser. Die Rhizome sind kräftig und drehrund. Die Stängel sind meist verzweigt. Die Laubblätter besitzen einen 2 bis 7 (selten bis 13) cm langen Blattstiel und eine dreieckige oder eiförmig-dreieckige, manchmal auch eiförmige Blattspreite, die 4 bis 9 cm lang und 4 bis 8 cm breit wird. Die Basis ist herzförmig, abgeschnitten oder den Blattstiel herablaufend, nach vorn sind sie zugespitzt. Der Blattrand ist mit wenigen, grob dreieckigen Zähnen besetzt.
Die doldenförmigen Blütenstände stehen endständig oder achselständig und werden von schuppenartigen Tragblättern gestützt. Die Blütenstiele sind 3 bis 5 mm lang. Der Kelch ist trichter- bis glockenförmig, etwa 6 mm lang und 4 mm breit. Die Krone ist etwa 1 cm lang, trichter- bis glockenförmig, gelb-grün und besitzt eine blass purpurne Basis. Sie ist mit eiförmigen Lappen besetzt, die etwa 1/3 der Länge der Kronröhre besitzen. Die Staubblätter sind leicht verschieden gestaltig und stehen nicht über die Krone hinaus. Der Griffel ist in etwa so lang wie die Krone.
Zur Fruchtreife vergrößert sich der Kelch, wird trichterförmig und 1 bis 1,8 cm lang sowie 1 bis 1,5 cm durchmessend. Er weist zehn unauffällige, längsgerichtete Adern auf. Er enthält eine nahezu kugelförmige Kapsel mit einem Durchmesser von 5 mm. Die Samen sind blass orange-gelb, nierenförmig und etwas eingedrückt.

## Verbreitung
Die Art kommt in Tälern und Wäldern in Höhenlagen zwischen 800 und 1600 m vor. Die Standorte liegen im Süden und Westen Henans, im Qinlin-Gebirge in Shaanxi, sowie im Süden von Shanxi.